# 후쿠오카정 (이와테현)
후쿠오카정(福岡町)은 이와테현 니노헤군에 설치되었던 정이다. 현재의 니노헤시에 해당한다.

## 연혁
- 1889년 4월 1일 - 정촌제 시행과 함께 니노헤군 후쿠오카촌의 일부가 정제를 시행해 후쿠오카장이 성립하였다.
- 1955년 3월 10일 - 니노헤군 니삿타이촌, 도마이촌, 이시키리도코로촌, 고헨치촌과 합병해 후쿠오카정이 신설하였다.
- 1972년 4월 1일 - 니노헤군 긴다이치촌과 합병해 니노헤시가 되어 소멸하였다.